# Smilax stenophylla
Smilax stenophylla är en enhjärtbladig växtart som beskrevs av A.Dc. Smilax stenophylla ingår i släktet Smilax och familjen Smilacaceae. Inga underarter finns listade.